# Bataille de Lissa (1811)
Pour les articles homonymes, voir bataille de Lissa.
Cinquième Coalition
Batailles
Campagne d'Allemagne et d'Autriche
- Sacile
- Teugen-Hausen
- Raszyn
- Abensberg
- Landshut
- Eckmühl
- Ratisbonne
- Neumarkt
- Radzymin (en)
- Caldiero
- Dalmatie
- Ebersberg
- Piave
- Malborghetto
- Linz (en)
- Essling
- Sankt Michael
- Stralsund
- Raab
- Gratz
- Wagram
- Korneuburg
- Stockerau
- Gefrees (en)
- Hollabrunn
- Schöngrabern (en)
- Znaïm
- Ölper

Batailles navales
- Martinique
- Sables-d'Olonne
- Île d'Aix
- Walcheren
- Lissa
- Pelagosa

Campagne de l'île Maurice
- Sainte-Rose
- Saint-Paul
- Île Bonaparte
- Grand Port
- Île de France
- Tamatave

Campagne d'Espagne
Rébellion du Tyrol
La bataille de Lissa est une bataille navale de la campagne de l'Adriatique qui eut lieu le 13 mars 1811, au large de l'île de Lissa (actuellement Vis, en Croatie), durant les guerres napoléoniennes. Elle se solda par une victoire britannique.

## Situation générale

### Les antécédents
L'île de Lissa est occupée en 1807 par les Britanniques, qui en mesurent pleinement l'importance stratégique. Idéalement située le long des côtes de la Dalmatie, elle permet de contrôler le trafic maritime en Adriatique. 
En 1810, les Anglais y ont installé une base et des dépôts qui leur permettent d'y entretenir une petite flotte de guerre, et de servir d'abri aux navires corsaires qui menacent les communications maritimes entre l'Italie et la côte dalmate (occupée par Napoléon). 
Le royaume d'Italie, soutenu par la France, se lance tardivement dans la création d'une flotte qui lui permettra de contrebalancer la Royal Navy. À Venise et à Ancône, les chantiers amorcent la construction de frégates. Des officiers français sont dépêchés sur place et participent activement à la mise sur pied de ces unités. 
Mais en mer, les frégates anglaises HMS Amphion et HMS Active obtiennent de tels succès qu'un premier « raid » est prévu contre l'île de Lissa.

### Premier raid contre Lissa
Le 18 octobre 1810, le capitaine de vaisseau Bernard Dubourdieu prend le commandement d'une expédition, première véritable sortie de la « flotte combinée franco-italienne », qui comporte une phase terrestre à objectifs limités. 
Elle comprend : 
- Les frégates françaises Favorite et Uranie (40 canons)
- La frégate italienne Corona (40 canons)
- Les corvettes italiennes Bellona et Carolina (32 canons)
- Les bricks armés Iéna et Mercure (16 canons)

Ne rencontrant aucune opposition (les frégates anglaises se sont aventurées vers le sud), les navires touchent Lissa le matin du 22 octobre 1810 et y débarquent des détachements de soldats italiens, qui capturent à quai un certain nombre de voiliers et détruisent dépôts et magasins. Cette première action, à comparer aux raids des futurs commandos qui se développeront bien plus tard, est un succès total ; les Franco-Italiens se retirent dans l'après-midi, ramenant en Italie les prises capturées au port.

## Vers une occupation définitive de Lissa
Revenus de leur surprise, les Britanniques réagissent et renforcent leur présence en Adriatique. Le vaisseau de 74 canons HMS Montagu est envoyé sur place, de même que la frégate HMS Cerberus. Cet apport non négligeable leur permet de reprendre la supériorité dans Adriatique pendant l'hiver.

### Préparatifs de l'attaque
Le capitaine de vaisseau Dubourdieu, commandant de la division combinée franco-italienne, profite de cette période hivernale pour entraîner quelque peu ses équipages, mais sans tenter de sortie d'envergure. Il organise patiemment la seule opération qui semble pouvoir retourner la situation concernant la possession de l'Adriatique : la capture définitive de l'île de Lissa, qui priverait les Anglais de leurs seuls ports en Adriatique. Le vice-roi d'Italie, Eugène, donne son approbation au plan.
La division navale rassemblée pour l'occasion est conséquente :
- Les frégates françaises Favorite, Flore, Danaé (40 canons)
- La frégate italienne Corona (40 canons)
- Les corvettes italiennes Bellona et Carolina (32 canons)
- Le brick armé Principessa Augusta (16 canons)
- La goélette Principessa di Bologna (10 canons)
- Le chébec Eugenio (6 canons)
- L'aviso Lodola (2 canons)
- La courrière Gazelle (1 canon)

L'ensemble, représentant 11 navires, 259 canons et près de 2 000 hommes, est rassemblé à Ancône. Il est prévu - le moment venu - que les navires se portent sur Lissa et y débarquent un bataillon d'infanterie italien, qui s'y implantera solidement afin d'empêcher le retour au port des navires anglais. Privée de ses mouillages, la Royal Navy devrait se retirer vers Malte.
Au début du mois de mars 1811, une information d'importance parvient à Dubourdieu : le HMS Montagu s'est retiré de l'Adriatique. Cette menace maintenant effacée, les préparatifs se précisent contre Lissa. L'armée de terre fournit le 3e bataillon du 3e Régiment d'infanterie de ligne italien, commandé par le chef de bataillon Cirot. Renforcé d'une batterie d'artillerie à pied et de matériels de fortification, ce détachement important totalisant 575 hommes (voir le tableau de répartition des troupes au bas de l'article) débarquera dans l'île sous le commandement du 
colonel Alexandre Gifflenga, l'un des aides de camp du vice-roi d'Italie Eugène.
Le soir du 11 mars 1811, les troupes italiennes embarquent à bord des frégates et des corvettes. La flotte franco-italienne se met au vent et fait voile vers Lissa. Le capitaine de vaisseau Bernard Dubourdieu a hissé sa marque à bord de la frégate La Favorite.

### Reconnaissance
Dans la nuit du 12 au 13 mars 1811, les navires se regroupent à une quarantaine de kilomètres au nord-ouest de l'île de Lissa. La Favorite réduit sa voilure pour permettre aux autres unités de rejoindre. Ce délai va permettre d'opérer une reconnaissance vers Lissa afin d'y constater la présence éventuelle de navires de guerre et, dans le meilleur des cas, de vérifier l'état d'encombrement des quais et du mouillage pour préparer le débarquement. 
À cet effet, deux navires vont être envoyés vers Port Saint-Georges, le principal port de l'île : 
- La goélette Principessa di Bologna, qui après avoir approché suffisamment la côte, y enverra son canot.
- La courrière La Gazelle, provisoirement prise en remorque par la goélette, et qui accompagnera ensuite le canot jusqu'à l'entrée du port.

La reconnaissance est « découverte » par les Britanniques vers deux heures du matin et ne peut finalement pas renseigner efficacement la flotte, qui s'est remise lentement au vent vers trois heures et demie, «  une grande voile ayant été repérée » en direction de l'île.

## La bataille

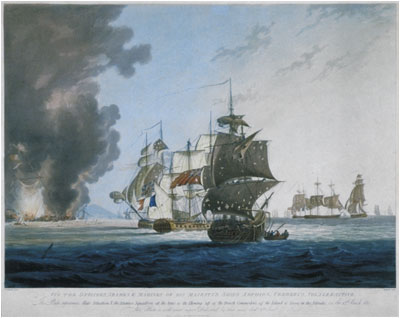
La bataille de Lissa, les derniers moments de la bataille.
La Danaé passe entre deux frégates anglaises. Au fond, La Favorite, échouée et incendiée par son équipage.
Lithographie de Henri Merke selon une œuvre de George Webster, en 1812

### Organisation de l'attaque
Au matin du 13 mars 1811, les navires franco-italiens se présentent devant l'île de Lissa. Les grosses unités se sont regroupées en deux divisions de constitution égale (deux frégates et une corvette par division):
- Les frégates La Favorite, La Flore et la corvette Bellona
- Les frégates La Danaé, Corona et la corvette Carolina

Les autres navires sont organisés en deux groupes d'approche, destinés à entrer dans les deux ports de l'île de Lissa pour reconnaître (voire capturer) les bâtiments qui pouvaient s'y trouver. 
Mais il devient rapidement évident que la grande voile, repérée dans la nuit, est anglaise. Alors que le soleil se lève, on en découvre d'autres sur l'horizon : trois, puis quatre voiles. Une escadre britannique protège Lissa.

### La Royal Navy à Lissa
La division navale anglaise commandée par le captain William Hoste, se prépare effectivement à défendre Lissa. L'officier britannique ne dispose que de quatre navires qu'il dispose en ordre de bataille « serré » :
- La frégate HMS Active (38 canons)
- La frégate HMS Amphion (32 canons)
- La frégate HMS Cerberus (32 canons)
- La corvette[10] HMS Volage (22 canons)

### Le mythe de Nelson
Etrangement, l'amiral Nelson, vainqueur malheureux de la bataille de Trafalgar six années plus tôt, va influencer les deux partis lors de la bataille de Lissa : 
- Admirateur de l'amiral[11], le captain William Hoste, commandant de la flotte britannique en Adriatique, fait hisser les couleurs de l'Angleterre à tous les mats et lance les pavillons de signal indiquant aux navires de sa formation « REMEMBER NELSON »[12]. Ce signal est accueilli par un "hourra" général, issu de l'équipage des quatre navires anglais, décidément prêts à accepter le combat.

- De son côté, et bien que les relations soient moins précises sur les intentions du commandant de la flotte française à ce moment-là, le capitaine de vaisseau Bernard Dubourdieu adopte (peut-être inconsciemment) le même schéma d'attaque que celui de la flotte anglaise lors de la bataille de Trafalgar : il concentre ses navires en deux lignes d'attaque et va chercher à rompre la ligne adverse, afin de la réduire ensuite en deux tronçons[13].

### L'attaque deLa Favoriteet de la1redivision
Les Français attaquent de manière désordonnée à partir de 8 h 10. La Favorite, navire amiral de Dubourdieu, se trouve en pointe et devient rapidement la cible exclusive des 4 navires anglais qui lui présentent alors leurs flancs. 
Engagée trop rapidement, la frégate cherche à traverser la ligne de bataille anglaise entre l’Amphion et l’Active, mais les navires britanniques sont tellement proches l'un de l'autre que cette manœuvre lui est impossible. Vers 9 h, étant pratiquement bord à bord avec leurs adversaires, les Français tentent alors l'abordage pour essayer d'exploiter leur arrivée si soudaine devant les navires anglais ; la frégate fait barre à tribord et se range contre l’Amphion mais au dernier moment cette dernière ouvre le feu avec ses caronades : un tir à mitraille meurtrier balaye le pont de La Favorite, massacrant les troupes qui se préparaient à l'assaut. Les pertes sont très lourdes : le capitaine de vaisseau Dubourdieu est au nombre des tués.
Le capitaine Antoine François Xavier de la Mare de Lamellerie, commandant de Favorite, se ressaisit et profite de l'arrivée du reste de la division pour réorganiser son équipage. La Favorite, étrillée, fait feu contre l’Amphion et l’Active, mais ses officiers renoncent à passer à l'abordage ; ayant encore une partie de sa voilure, la frégate poursuit son avance et dépasse l’Amphion en s'éloignant lentement sur tribord, canonnée par les navires anglais…
La frégate La Flore et la corvette italienne Bellona se présentent alors sur le centre de la ligne anglaise, et subissent un feu impressionnant à l'image de ce qui s'est passé pour La Favorite quelques instants plus tôt. Les deux navires ralentissent leur allure mais sont forcés à obliquer sensiblement leur route sur tribord pour rester à la hauteur de la ligne anglaise. Les navires ouvrent le feu sur les HMS Volage et Cerberus, tout en continuant leur avance sur l’Amphion. La Flore tente de s'en approcher pour tenter à son tour un abordage. 
Sur l'arrière de la ligne anglaise, les navires de la seconde division franco-italienne se présentent à leur tour, progressivement, et une vive canonnade s'engage.

### Manœuvre anglaise
Les Britanniques prennent alors l'initiative d'engager le combat. Leur commandant, le captain William Hoste fait opérer à sa formation une volte-face complet sur bâbord pour surprendre les navires français. La manœuvre permet aux navires de disposer de nouveaux champs de tir, qui permettent aux canonniers d'atteindre sévèrement La Flore, qui est endommagée et subit ses premières pertes. Son commandant, le capitaine de vaisseau Jean Alexandre Péridier a la main arrachée par un boulet anglais. À bord, la situation est telle que celui-ci décide après quelques instants à renoncer à l'abordage. Cette frégate vire à son tour sur bâbord pour continuer le tir sur les Anglais. 
La situation de La Favorite est désespérée, le capitaine Delamarre de Lamellerie est mortellement atteint. Il ne reste que deux officiers valides à bord: l'enseigne de vaisseau de deuxième classe Villeneuve et le colonel Gifflenga. La frégate finit par s'échouer sur l'île de Lissa, où les survivants se regroupent en attendant les secours. 
Peu après, la frégate La Flore, vivement canonnée de toutes parts et avec ses voiles très endommagées, abaisse son pavillon et cesse le feu. 
La corvette Bellona, de son côté, était restée légèrement en retrait de la bataille et n'avait pas suivi La Flore. 
L'annihilation de La Favorite (échouée) et de La Flore (qui a baissé son pavillon), permet aux Anglais de canonner vigoureusement la corvette jusqu'à l'arrivée de la deuxième division française.

### Arrivée de la2edivisionetchasse libre
L'arrivée successive dans la bataille des frégates La Danaé, Corona et de la corvette Carolina (formant la deuxième division) marque le début d'un combat en ordre dispersé. La ligne anglaise se rompt, chaque navire engage tour à tour ceux qu'il croise au hasard des manœuvres et du vent. Les équipages britanniques jouissent cependant d'une très nette supériorité due à un meilleur entrainement et à un armement plus performant.
Un duel d'artillerie oppose longuement la frégate La Danaé aux Volage et Cerberus, laissant le navire français assez avarié. 
La corvette Bellona, toujours sous le feu de l’Amphion et de l’Active, est finalement obligée à ramener son pavillon ; les Britanniques lui envoient un équipage de prise. 
La frégate La Flore, de son côté, profite de la pagaille et du désintérêt que semble lui manifester les marins de la Royal Navy pour rehisser ses couleurs et prendre la fuite.
La corvette Carolina ne prend pas une part active à la bataille et semble même s'en éloigner prudemment en direction du nord-ouest.
La frégate italienne Corona, après avoir essuyé plusieurs bordées et n'étant plus soutenue par les navires de sa division, manœuvre pour s'éloigner des tirs anglais ; ne voulant pas lui permettre de fuir, les Britanniques la rattrapent à son tour et elle finit par se rendre. Un équipage de prise lui est rapidement envoyé.
Les survivants de l'équipage de La Favorite, maintenant échouée sur Lissa, incendient ce qui reste de leur navire et prennent leurs dispositions pour évacuer l'île. Un certain nombre de marins et de soldats (la majorité des blessés) parviennent à être embarqués à bord des petits navires de la flottille qui accompagnaient le convoi : le chébec Eugenio et la goélette Principessa di Bologna recueillent plus d'une centaine de survivants. Les autres, une centaine d'hommes, sous le commandement du colonel Gifflenga, prennent le parti de pénétrer dans Port Saint Georges, où ils capturent de façon rocambolesque un navire à quai. Ils parviendront à quitter l'île et à rejoindre Lesina.

### Bilan
À 15 h 30, la bataille navale se termine. La victoire anglaise est manifeste : la corvette Bellona et la frégate Corona ont amené leurs pavillons et ont été capturées. La frégate La Favorite s'est échouée et a été incendiée. La frégate La Flore, endommagée, a pris la fuite après avoir baissé son pavillon. L'opération de débarquement pour la capture de Lissa est un échec cuisant.
Les navires franco-italiens rescapés s'éloignent avec les survivants de La Favorite. Certains effectueront quelques réparations de fortune à Raguse sans être inquiétés par les Anglais.
Ces derniers réparent provisoirement à Lissa puis retourneront vers Malte. Seule la frégate Amphion a subi des dégâts importants ; ce navire sera d'ailleurs obligé de retourner en Angleterre pour y effectuer des réparations plus complètes. Un nouveau navire, la frégate HMS Bacchante (38 canons), sera donné au captain William Hoste en remplacement de sa frégate.
Les navires italiens capturés seront réparés et reprendront du service dans la Royal Navy : la frégate Corona sous le nom d' HMS Daedalus, et la corvette Bellona sous le nom d'HMS Dover.
La bataille de Lissa restera dans les annales comme étant celle de deux disciples de l'amiral Nelson :
- Le lieutenant de vaisseau Bernard Dubourdieu adopta la tactique audacieuse de la flotte britannique à la bataille de Trafalgar.
- Le captain William Hoste, qui avait tiré les leçons de cette bataille, avait adopté une double parade qui lui réussit avec succès :
  - La formation initiale de sa flotte en ligne serrée, qui empêcha les Français de la traverser.
  - La manœuvre simultanée de tous ses navires (volte face vers le sud), qui acheva de surprendre ses adversaires et de les désorganiser.

Les Français, malgré leur supériorité numérique en nombre de navires, d'hommes et de canons, n'ont pas réussi à coordonner leur attaque et à arriver de façon simultanée sur l'ennemi. Juste avant de mourir à bord de La Favorite, jetée trop tôt contre l'ennemi, le lieutenant de vaisseau Dubourdieu déclara notamment au colonel Giflenga : "Voilà une belle journée, cependant je me suis trop pressé ; encore un peu de courage, notre division va nous rallier"…".
Curieusement, plus d'un demi-siècle plus tard, une autre bataille navale se déroulera dans les mêmes eaux au large de Lissa. La seconde bataille de lissa opposera alors les marines italiennes et autrichiennes.

## Ordre de bataille

### Division navale franco-italienne du capitaine de vaisseau Dubourdieu
| Division navale franco-italienne du capitaine de vaisseau Dubourdieu | Division navale franco-italienne du capitaine de vaisseau Dubourdieu | Division navale franco-italienne du capitaine de vaisseau Dubourdieu | Division navale franco-italienne du capitaine de vaisseau Dubourdieu | Division navale franco-italienne du capitaine de vaisseau Dubourdieu                                                                        | Division navale franco-italienne du capitaine de vaisseau Dubourdieu | Division navale franco-italienne du capitaine de vaisseau Dubourdieu | Division navale franco-italienne du capitaine de vaisseau Dubourdieu | Division navale franco-italienne du capitaine de vaisseau Dubourdieu | Division navale franco-italienne du capitaine de vaisseau Dubourdieu | Division navale franco-italienne du capitaine de vaisseau Dubourdieu |
| Navire                                                               | Classe                                                               | Canons                                                               | Marine                                                               | Commandant | Pertes                                                               | Pertes                                                               | Pertes                                                               | Notes                                                                |                                                                      |                                                                      |
| Navire                                                               | Classe                                                               | Canons                                                               | Marine                                                               | Commandant | Tués                                                                 | Blessés                                                              | Total                                                                | Notes                                                                |                                                                      |                                                                      |
| Division au vent                                                     | Division au vent                                                     | Division au vent                                                     | Division au vent                                                     | Division au vent | Division au vent                                                     | Division au vent                                                     | Division au vent                                                     | Division au vent                                                     | Division au vent                                                     | Division au vent                                                     |
| -------------------------------------------------------------------- | -------------------------------------------------------------------- | -------------------------------------------------------------------- | -------------------------------------------------------------------- | --- | -------------------------------------------------------------------- | -------------------------------------------------------------------- | -------------------------------------------------------------------- | -------------------------------------------------------------------- | -------------------------------------------------------------------- | -------------------------------------------------------------------- |
| La Favorite                                                          | Frégate                                                              | 40                                                                   |                                                                      | capitaine de vaisseau Bernard Dubourdieu † (commandant la division) capitaine de frégate Antoine François Xavier de la Mare de Lamellerie † | -                                                                    | -                                                                    | ~150                                                                 | frégate échouée et brulée                                            |                                                                      |                                                                      |
| La Flore                                                             | Frégate                                                              | 40                                                                   |                                                                      | capitaine de vaisseau Jean Alexandre Péridier                                                                                               | -                                                                    | -                                                                    | ?                                                                    | frégate avariée                                                      |                                                                      |                                                                      |
| Bellona                                                              | Corvette                                                             | 32                                                                   |                                                                      | capitaine Duodo † | -                                                                    | -                                                                    | ~70                                                                  | corvette avariée et capturée                                         |                                                                      |                                                                      |
| Division sous le vent                                                |                                                                      |                                                                      |                                                                      | |                                                                      |                                                                      |                                                                      |                                                                      |                                                                      |                                                                      |
| La Danaé                                                             | Frégate                                                              | 40                                                                   |                                                                      | capitaine de frégate Eugène Sébastien Camille Villon                                                                                        | -                                                                    | -                                                                    | ~80                                                                  | frégate très avariée                                                 |                                                                      |                                                                      |
| Corona (Couronne)                                                    | Frégate                                                              | 40                                                                   |                                                                      | capitaine Nicola Pasqualigo (en) | -                                                                    | -                                                                    | ?                                                                    | frégate avariée et capturée                                          |                                                                      |                                                                      |
| Carolina                                                             | Corvette                                                             | 32                                                                   |                                                                      | capitaine Buratowich | -                                                                    | -                                                                    | ?                                                                    |                                                                      |                                                                      |                                                                      |
| Groupe destiné au Port Saint George                                  |                                                                      |                                                                      |                                                                      | |                                                                      |                                                                      |                                                                      |                                                                      |                                                                      |                                                                      |
| Principessa di Bologna                                               | Goélette                                                             | 10                                                                   |                                                                      | Ragiot | -                                                                    | -                                                                    | ?                                                                    | recueille 42 blessés de La Favorite                                  |                                                                      |                                                                      |
| Gazelle                                                              | Courrière                                                            | 1                                                                    |                                                                      | Pelosi | -                                                                    | -                                                                    | ?                                                                    |                                                                      |                                                                      |                                                                      |
| Groupe destiné au Port Camisa                                        |                                                                      |                                                                      |                                                                      | |                                                                      |                                                                      |                                                                      |                                                                      |                                                                      |                                                                      |
| Principessa Augusta                                                  | Brick                                                                | 16                                                                   |                                                                      | Bolognini | -                                                                    | -                                                                    | ?                                                                    |                                                                      |                                                                      |                                                                      |
| Eugenio                                                              | Chebec                                                               | 6                                                                    |                                                                      | Rosenguert | -                                                                    | -                                                                    | ?                                                                    | recueille 61 blessés de La Favorite                                  |                                                                      |                                                                      |
| Lodola (Alouette)                                                    | Aviso                                                                | 2                                                                    |                                                                      | Cotta | -                                                                    | -                                                                    | ?                                                                    | recueille quelques blessés de La Favorite                            |                                                                      |                                                                      |
| Pertes franco-italiennes: approximativement 700 morts et blessés     |                                                                      |                                                                      |                                                                      | |                                                                      |                                                                      |                                                                      |                                                                      |                                                                      |                                                                      |

### Division navale britannique du captain Hoste
| Division navale britannique du captain Hoste              | Division navale britannique du captain Hoste | Division navale britannique du captain Hoste | Division navale britannique du captain Hoste | Division navale britannique du captain Hoste   | Division navale britannique du captain Hoste | Division navale britannique du captain Hoste | Division navale britannique du captain Hoste | Division navale britannique du captain Hoste | Division navale britannique du captain Hoste | Division navale britannique du captain Hoste |
| Navire                                                    | Classe                                       | Canons                                       | Marine                                       | Commandant                                     | Pertes                                       | Pertes                                       | Pertes                                       | Notes                                        |                                              |                                              |
| Navire                                                    | Classe                                       | Canons                                       | Marine                                       | Commandant                                     | Tués                                         | Blessés                                      | Total                                        | Notes                                        |                                              |                                              |
| --------------------------------------------------------- | -------------------------------------------- | -------------------------------------------- | -------------------------------------------- | ---------------------------------------------- | -------------------------------------------- | -------------------------------------------- | -------------------------------------------- | -------------------------------------------- | -------------------------------------------- | -------------------------------------------- |
| HMS Active (en)                                           | Frégate                                      | 38                                           |                                              | captain James Alexander Gordon (en)            | 4                                            | 24                                           | 28                                           | frégate avariée                              |                                              |                                              |
| HMS Amphion                                               | Frégate                                      | 32                                           |                                              | captain William Hoste (commandant la division) | 15                                           | 47                                           | 62                                           | frégate très avariée                         |                                              |                                              |
| HMS Volage (en)                                           | Corvette                                     | 22                                           |                                              | captain Phipps Hornby (en)                     | 13                                           | 33                                           | 46                                           |                                              |                                              |                                              |
| HMS Cerberus (en)                                         | Frégate                                      | 32                                           |                                              | captain Henry Whitby (en)                      | 13                                           | 41                                           | 54                                           | frégate avariée                              |                                              |                                              |
| Pertes britanniques: 45 morts et 145 blessés (190 hommes) |                                              |                                              |                                              |                                                |                                              |                                              |                                              |                                              |                                              |                                              |

### Troupes de l'armée de terre qui faisaient partie de l'expédition de Lissa
| Éléments de l'Armée italienne qui faisaient partie de l'expédition de Lissa (Tableau d'embarquement) | Éléments de l'Armée italienne qui faisaient partie de l'expédition de Lissa (Tableau d'embarquement) | Éléments de l'Armée italienne qui faisaient partie de l'expédition de Lissa (Tableau d'embarquement) | Éléments de l'Armée italienne qui faisaient partie de l'expédition de Lissa (Tableau d'embarquement) | Éléments de l'Armée italienne qui faisaient partie de l'expédition de Lissa (Tableau d'embarquement) | Éléments de l'Armée italienne qui faisaient partie de l'expédition de Lissa (Tableau d'embarquement) | Éléments de l'Armée italienne qui faisaient partie de l'expédition de Lissa (Tableau d'embarquement) | Éléments de l'Armée italienne qui faisaient partie de l'expédition de Lissa (Tableau d'embarquement) | Éléments de l'Armée italienne qui faisaient partie de l'expédition de Lissa (Tableau d'embarquement) | Éléments de l'Armée italienne qui faisaient partie de l'expédition de Lissa (Tableau d'embarquement) | Éléments de l'Armée italienne qui faisaient partie de l'expédition de Lissa (Tableau d'embarquement) |
| Désignation des Corps                                                                                | Compagnies                                                                                           | Composition                                                                                          | Composition                                                                                          | Composition                                                                                          | Nom du bâtiment                                                                                      | | | | | |
| Désignation des Corps                                                                                | Compagnies                                                                                           | Officiers                                                                                            | Troupe                                                                                               | Total                                                                                                | Nom du bâtiment                                                                                      | | | | | |
| --- | --- | --- | --- | --- | --- | --- | --- | --- | --- | --- |
| Adjudant de place                                                                                    | | 1 | | 1 | La Favorite                                                                                          | | | | | |
| 1er Régiment d'artillerie à pied                                                                     | 1re batterie                                                                                         | 1 | 30                                                                                                   | 31                                                                                                   | La Favorite                                                                                          | | | | | |
| Corps royal du génie                                                                                 | | 1 | | 1 | La Danaé                                                                                             | | | | | |
| 3e Bataillon du 3e Régiment d'infanterie de ligne italien                                            | | | | | | | | | | |
| 3e Bataillon du 3e Régiment de ligne italien                                                         | État-major                                                                                           | 3 | | 3 | La Flore                                                                                             | | | | | |
| 3e bataillon du 3e régiment de ligne italien                                                         | Compagnie de grenadiers                                                                              | 3 | 94                                                                                                   | 97                                                                                                   | La Favorite                                                                                          | | | | | |
| 3e bataillon du 3e régiment de ligne italien                                                         | Compagnie de voltigeurs                                                                              | 3 | 96                                                                                                   | 99                                                                                                   | La Flore                                                                                             | | | | | |
| 3e bataillon du 3e régiment de ligne italien                                                         | 1re compagnie                                                                                        | 1 | 72                                                                                                   | 73                                                                                                   | Bellona                                                                                              | | | | | |
| 3e bataillon du 3e régiment de ligne italien                                                         | 2e compagnie                                                                                         | 2 | 90                                                                                                   | 92                                                                                                   | Corona                                                                                               | | | | | |
| 3e bataillon du 3e régiment de ligne italien                                                         | 3e compagnie                                                                                         | 2 | 72                                                                                                   | 74                                                                                                   | La Danaé                                                                                             | | | | | |
| 3e bataillon du 3e régiment de ligne italien                                                         | 4e compagnie                                                                                         | 3 | 70                                                                                                   | 73                                                                                                   | Carolina                                                                                             | | | | | |
| 3e bataillon du 3e régiment de ligne italien                                                         | Sapeurs provisoires                                                                                  | | 31                                                                                                   | 31                                                                                                   | La Danaé                                                                                             | | | | | |
| Éléments embarqués : 20 officiers et 555 sous-officiers et soldats (575 hommes)                      | | | | | | | | | | |